# Sint-Amandus en Sint-Annakerk

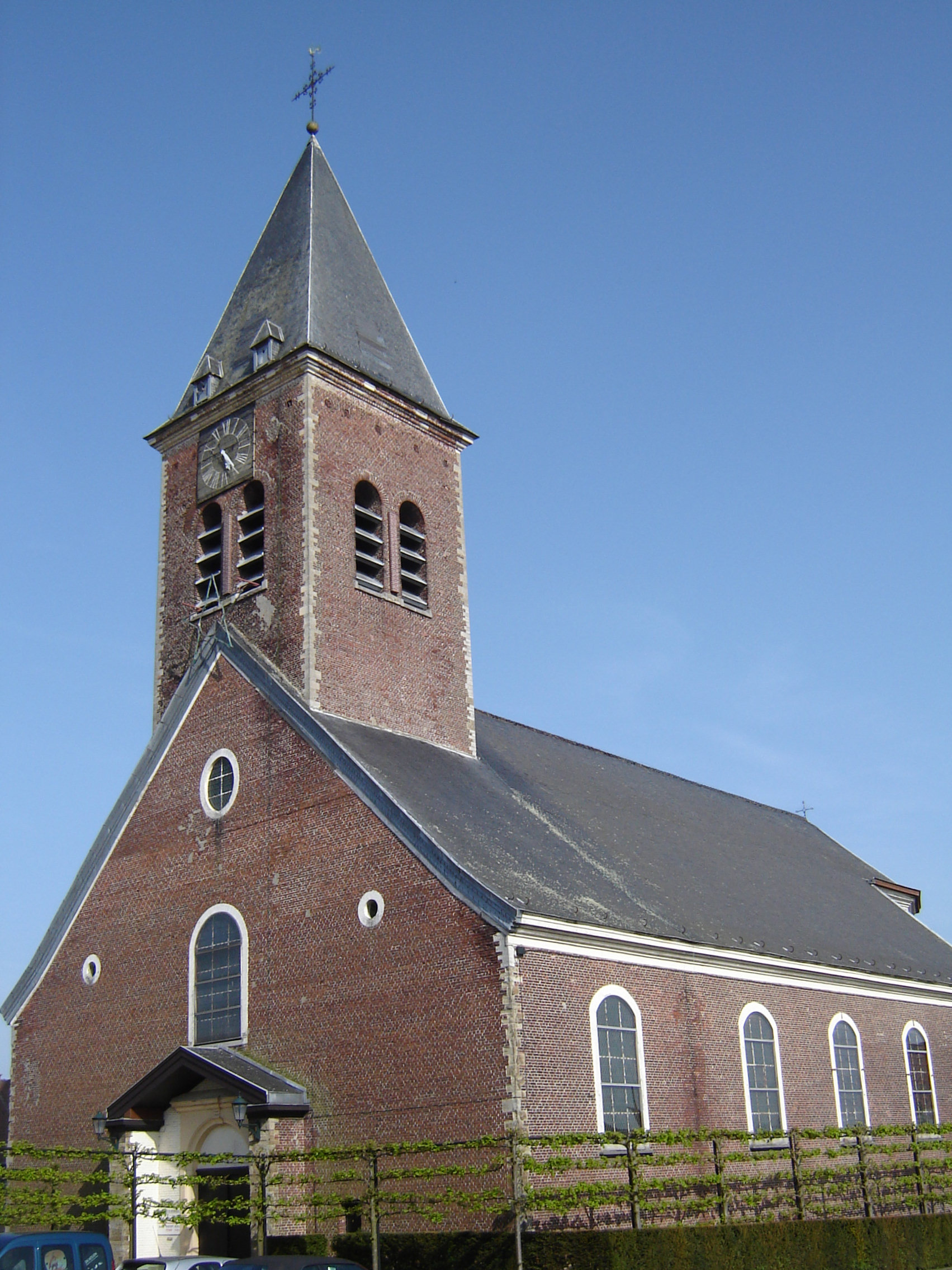
Sint-Amandus en Sint-Annakerk

De Sint-Amandus en Sint-Annakerk is de parochiekerk van de tot de West-Vlaamse gemeente Zwevegem behorende plaats Otegem, gelegen aan Otegemplaats 1.

## Geschiedenis
In 998 was voor het eerst sprake van een kerk in Otegem, en in 1097 werd een parochie vermeld. Het -vermoedelijk oorspronkelijk houten- kerkje werd vervangen door een romaans kruiskerkje met vieringtoren. In 1572 en 1578 werd de kerk door de beeldenstormers geplunderd. In 1776 werd de kerk afgebroken en in 1789 kwam een nieuwe kerk gereed, door toedoen van de Sint-Pietersabdij te Gent, naar ontwerp van Joachim Colin.

## Gebouw
Het betreft een driebeukig bakstenen classicistisch bouwwerk met ingebouwde westtoren.

## Interieur
Het hoofdaltaar is van 1804. Het altaar in de zuidbeuk is gewijd aan Sint-Amandus, dat in de noordbeuk aan Onze-Lieve-Vrouw. Het kerkmeubilair is grotendeels 19e-eeuws. Twee biechtstoelen zijn van 1750. Lambrisering en koorgestoelte zijn van omstreeks 1765. Ook de kerkmeestersbanken zijn van eind 18e eeuw.

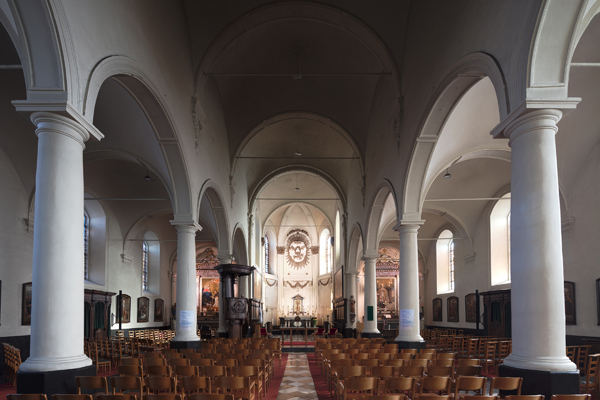
Interieur
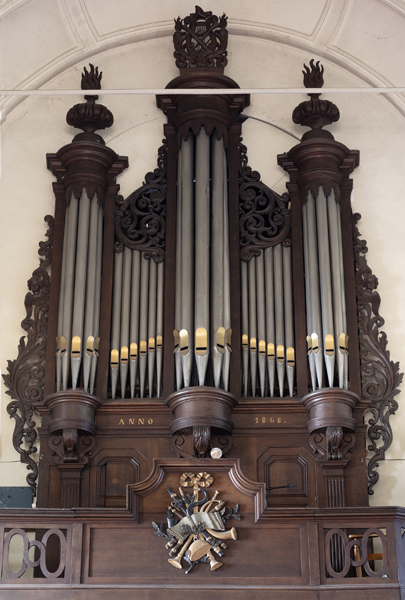
Orgel
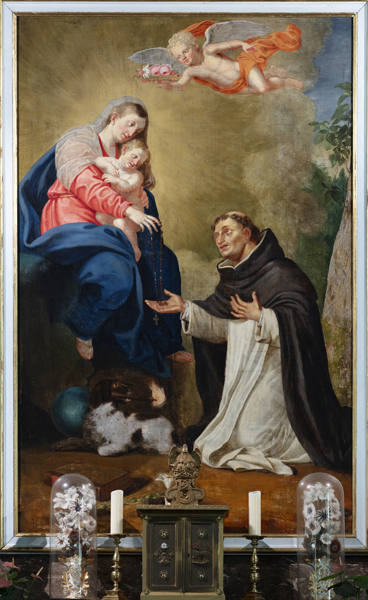
O.L.Vrouw schenkt de rozenkrans aan H. Dominicus Guzman (door Bernard Mioen)
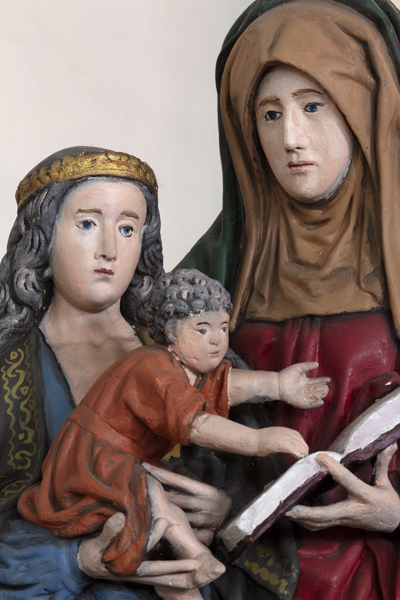
Anna te Drieën
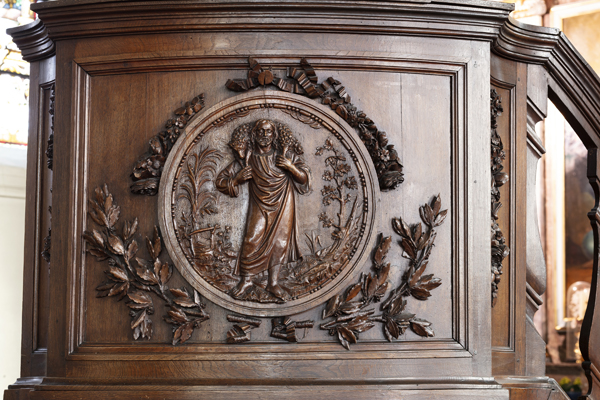
Preekstoel (detail)